# Stenodrina nitida
Stenodrina nitida là một loài bướm đêm trong họ Noctuidae.